# Love, サイモン 17歳の告白
『Love, サイモン 17歳の告白』（ラヴ, サイモン じゅうななさいのこくはく、原題：Love, Simon）は、2018年のアメリカ合衆国の青春映画。監督はグレッグ・バーランティ、主演はニック・ロビンソンが務めた。本作はベッキー・アルバータリが2015年に上梓した『サイモンvs人類平等化計画』を原作としている。
日本では劇場公開されなかったが、2018年9月12日にデジタル配信され、同年10月24日にBlu-ray Discが発売された。

## ストーリー
米国ジョージア州アトランタ。高校生のサイモン・スピアーは同性愛者（ゲイ）であったが、その事実を周囲の人間に隠して生きていた。自身が同性愛者であることを思い悩むこともなく、暖かい家族と気さくな友人たちに囲まれ、サイモンは幸福な日々を送っていた。ある日、サイモンは自分が通う高校に同性愛者がいるらしいという噂を耳にした。その人物はネット上でブルーという偽名を使用しており、サイモンと同様に自身が同性愛者であることを隠しているのだという。それをきっかけに、サイモンはジャックというハンドルネームを使ってブルーとのやり取りを始めた。2人はあっという間に親密になった。しばらくして、サイモンとブルーのEメールが流失し、サイモンが同性愛者であるという事実が同級生のマーティンに知られてしまった。マーティンはサイモンと同じミュージカルの授業を受講しており、サイモンの友人のアビーに恋心を抱いていた。マーティンは「秘密を口外しない代わりに自分とアビーの仲を取り持て」とサイモンを脅迫した。サイモンはその要求を呑むより他になかった。
ハロウィンパーティーに出席したサイモンは、友人のエイブラハム（ブラム）こそブルーだと確信するに至るが、彼はブルーではなかった。気分が晴れないサイモンは酔っ払い、親友のリアと一緒に帰宅することになった。リアはサイモンに好意を抱いており、それをパーティーで打ち明けようとしたが結局できなかったのである。数日後、サイモンはアビーとマーティンをダイナーで引き合わせることに成功した。アビーが不安や孤独を抱えていると知ったマーティンは、そこにつけ込んで彼女を口説いていった。暇を持てあましたサイモンはウェイターのライルと話し込んだ。魅力的なライルに惹かれたサイモンは彼こそがブルーなのではないかと思い始めた。アビーを自宅まで送ったサイモンは、その別れ際に自分が同性愛者であるとカミングアウトした。アビーはそれを真正面から受け止めてくれた。翌日、サイモンはライルをデートに誘おうとしたが、ライルはアビーに好意を抱いていた。つまり、ライルはブルーではなかったのである。
サイモンはブルーが誰なのかを突き止めることができず苛立っていた。そんな苛立ちもあって「男を見せるか家でうじうじしているか、どちらかにしろ」とマーティンに言い放った。それに発奮したマーティンは全校生徒の目の前でアビーに告白するが、あっさりと断られてしまった。この一件が最悪の事態を引き起こすことになった。

## キャスト
※括弧内は日本語吹替
- サイモン・スピアー - ニック・ロビンソン（近藤隆）
  - 10歳の頃のサイモン - ブライソン・ピッツ
  - 5歳の頃のサイモン - ナイ・レイノルズ
- ジャック・スピアー - ジョシュ・デュアメル（小松史法）
- エミリー・スピアー - ジェニファー・ガーナー（安藤麻吹）
- リア・バーク - キャサリン・ラングフォード（下山田綾華）
- アビー・スーソ - アレクサンドラ・シップ（志田有彩）
- ニック・エイズナー - ジョージ・レンデボーグ・Jr（英語版）（佐々木拓真）
- エイブラハム（ブラム）・グリーンフィールド - キーナン・ロンズデール（英語版）（室元気）
- カル・プライス - マイルズ・ハイザー（三宅貴大）
- マーティン・アディソン - ローガン・ミラー（英語版）（石上裕一）
- ノラ・スピアー - タリタ・ベイトマン（英語版）（佐藤美由希）
  - 6歳の頃のノラ - スカイ・モーブレイ
- ワース先生 - トニー・ヘイル（魚建）
- アルバート先生 - ナターシャ・ロスウェル（田野めぐみ）
- ギャレット・ラフリン - ドリュー・スターキー
- イーサン - クラーク・ムーア（英語版）（太田一騎）
- ライル - ジョーイ・ポラーリ（英語版）（大泊貴揮）
- テイラー - マッケンジー・リンツ（英語版）
- ジャッキー - キャサディー・マクリンシー
- アーロン - （木島隆一）
- スペンサー - （岡井カツノリ）

## 製作
本作の主要撮影は2017年3月6日にアトランタで始まり、同年4月23日に終了した。

## サウンドトラック
ブリーチャーズの「Alfie's Song (Not So Typical Love Song)」、ブレントン・ウッドの「ウーガム・ブーガム・ソング」、The 1975の「Love Me」、ホイットニー・ヒューストンの「すてきなSomebody」などが映画に使用された。
2018年3月16日、本作のサウンドトラックが発売。「Alfie's Song (Not So Typical Love Song)」がシングルカットされた。

## 公開・興行収入
2018年2月27日、本作はマルディ・グラ映画祭でプレミアを迎えた。なお、グラスゴー映画祭とメルボルン・クィア映画祭でも本作の上映が行われた。3月9日、本作は全米927館で特別上映され、80万ドル余りを稼ぎ出した。
本作は『トゥームレイダー ファースト・ミッション』及び『アイ・キャン・オンリー・イマジン 明日へつなぐ歌』と同じ週に公開され、公開初週末に1000万ドルから1200万ドルを稼ぎ出すと予想されていたが、その予測は的中した。2018年3月16日、本作は全米2402館で封切られ、公開初週末に1175万ドルを稼ぎ出し、週末興行収入ランキング初登場5位となった。
本作を多くの人々に鑑賞してもらいたいという思いから、ジェニファー・ガーナー、ニール・パトリック・ハリス、マット・ボマーらが自費で映画館を貸し切り、本作の無料上映会を開催した。

## 評価
本作は批評家から高く評価されている。映画批評集積サイトのRotten Tomatoesには91件のレビューがあり、批評家支持率は91%、平均点は10点満点で7.4点となっている。サイト側による批評家の見解の要約は「開拓され尽くした感のあるジャンルにおいて、『Love, サイモン 17歳の告白』は他の作品以上に青春のエネルギーを見事に躍動させている。また、完全に成功しているわけではないにしても、包摂というマイルストーンを打ち立てた。」となっている。また、Metacriticには35件のレビューがあり、加重平均値は73/100となっている。なお、本作のCinemaScoreは最高評価であるA+となっている。